# Dysithamnus
Genre
Dysithamnus est un genre de passereaux de la famille des Thamnophilidés, originaire d'Amérique du Sud.

## Liste des espèces
Selon la classification de référence du Congrès ornithologique international (version 6.4, 2016) :
- Dysithamnus stictothorax ‑ Batara tacheté, Fourmilier moucheté (Temminck, 1823)
- Dysithamnus mentalis — Batara gorgeret (Temminck, 1823)
- Dysithamnus striaticeps — Batara strié (Lawrence, 1865)
- Dysithamnus puncticeps — Batara couronné (Salvin, 1866)
- Dysithamnus xanthopterus — Batara à dos roux (Burmeister, 1856)
- Dysithamnus occidentalis — Batara occidental (Chapman, 1923)
- Dysithamnus plumbeus — Batara plombé (zu Wied-Neuwied, 1831)
- Dysithamnus leucostictus — Batara à points blancs (Sclater, PL, 1858)